# 欣茨納赫多夫

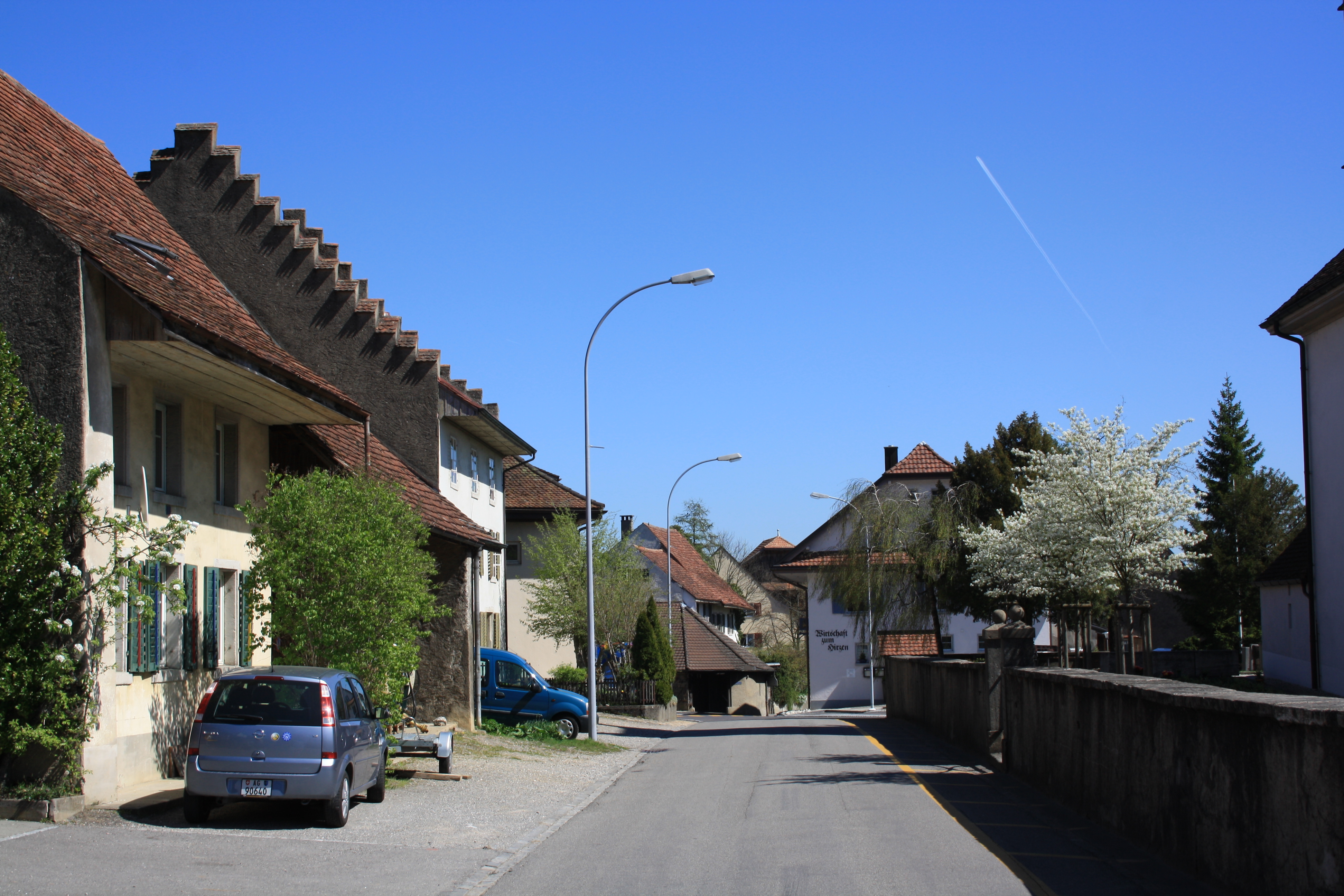

欣茨納赫多夫是瑞士的城鎮，位於該國北部，由阿爾高州負責管轄，面積8.85平方公里，海拔高度383米，2012年人口1,734，六成人口信奉基督教，人口密度每平方公里196人。